# Römisch-katholische Kirche in Neuseeland

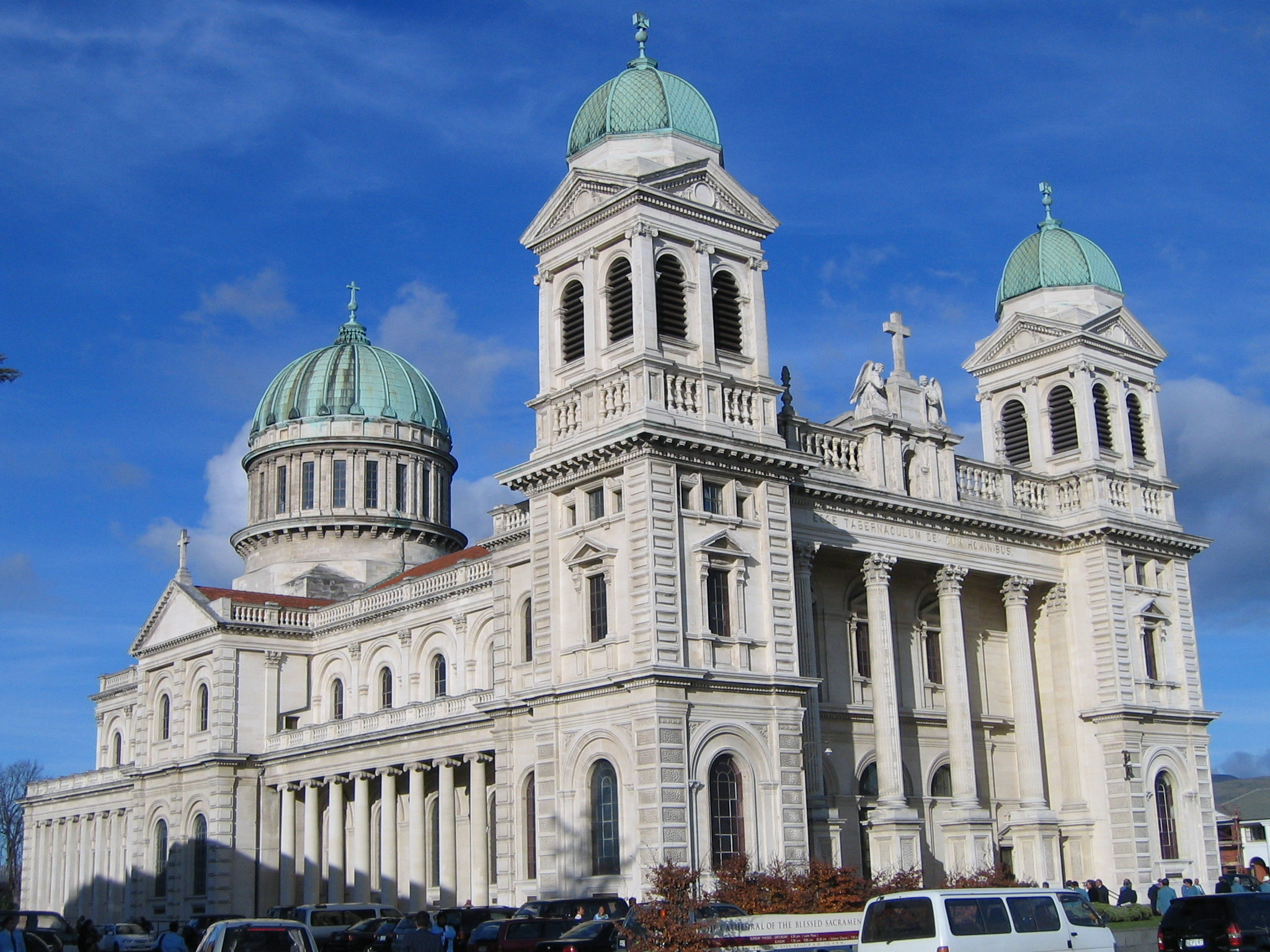
Cathedral of the Blessed Sacrament, Christchurch

Die römisch-katholische Kirche in Neuseeland ist Teil der weltweiten römisch-katholischen Kirche.
Der katholischen Kirche in Neuseeland gehören etwa 470.000 katholische Christen an (Stand 2005); mithin sind 12 % der neuseeländischen Bevölkerung katholisch getauft. In den sechs Diözesen Neuseelands gibt es 530 Priester und 1200 Männer und Frauen im Dienste der Kirche. Die katholische Kirche in Neuseeland bildet eine Kirchenprovinz, Wellington, mit dem gleichnamigen Metropolitansitz.
Der Metropolitanverband des Erzbistums Wellington besteht aus den Diözesen
- Bistum Auckland
- Bistum Christchurch
- Bistum Palmerston North
- Bistum Dunedin
- Bistum Hamilton

Vertreten wird die katholische Kirche durch die New Zealand Catholic Bishops Conference (NZCBC); Vorsitzender ist der Erzbischof von Wellington, John Atcherley Dew. Apostolischer Nuntius ist seit Juli 2024 Erzbischof Gábor Pintér.